# Norcap Olympique Grenoble
Le Norcap Olympique Grenoble est un club de football français fondé en 1950 et basé à Grenoble en Isère. Il disparaît en 1997 à la suite de sa fusion avec l'Olympique Grenoble Isère, en raison du souhait de la municipalité de ne consacrer ses subventions qu'à un seul club.

## Histoire
Le nom du club est une contraction des noms des deux anciens clubs grenoblois qui ont fusionné pour lui donner naissance : le club de l'usine Nordest et le club du quartier de La Capuche.
Pendant 30 ans et jusqu'à sa fusion dans le Grenoble Foot 38 en 1997, le président du club est Paul Elkaïm, un médecin d'origine juive,,. Avant de prendre la présidence du Nordcap, Elkaïm suit en tant que médecin l'équipe du FC Grenoble entraînée par Albert Batteux et où joue Bernard Bouvard. Ce dernier, disciple de Batteux, entraîne le Norcap de 1970 à 1997. 
La fusion du Norcap Olympique avec l'Olympique Grenoble Isère (futur Grenoble Foot 38) en 1997 sur demande de la municipalité demeure un sujet qui suscite de vives polémiques. Certains, que ce soit au niveau local ou national, et notamment par la voix de Jean-Michel Larqué, ancien joueur et consultant, y voient le « sacrifice du club » et de « son rôle social » au profit d'un « rôle promotionnel pour la ville »,,.
En septembre 2018, le maire de Grenoble Éric Piolle inaugure le stade Paul Elkaïm, nouvelle dénomination du stade du Clos d'Or dans le quartier de La Capuche, stade où jouait le Nordcap Olympique.

## Palmarès
- Deuxième du groupe E de Division 4 en 1989
- Deuxième du groupe F de National 3 en 1996
- Champion de division d'Honneur de la ligue Rhône-Alpes en 1987
- Champion de Promotion d'Honneur (groupe Nord) de la ligue Rhône-Alpes en 1978

- 1 saison en Division 3
- 6 saisons en Division 4/CFA
- 3 saisons en National 3

## Personnalités

### Joueurs
- 1991-1993 :  Bernard Moraly[7]
- 1994-1995 :  Igor Lazić (en)[8]

### Entraîneurs
- 1970-1997 :  Bernard Bouvard[9]